# Bouquet d'illusions
Bouquet d'illusions er en fransk stumfilm fra 1901 af Georges Méliès.